# Choeroniscus minor
Choeroniscus minor е вид бозайник от семейство Phyllostomidae.

## Разпространение и местообитание
Видът е разпространен на надморска височина до 1300 метра в тропическите планински гори на Южна Америка. Среща се в Бразилия, на север до Колумбия, Венецуела и Тринидад и на запад до Еквадор, Перу и Северна Боливия.